# Pentax MG
Pentax MG — малоформатный однообъективный зеркальный фотоаппарат, производившийся фирмой Asahi Optical Co (позже Pentax Corporation) с 1982 до 1984 (по другим сведениям 1985) года в чёрном и чёрно-серебристом исполнении.

## Основные характеристики
- Работа только в режиме приоритета диафрагмы.
- Задержка спуска 4-10 секунд.
- Блокировка экспозамера отсутствует.
- Затвор из металлических штор с вертикальным ходом 1 — 1/1000 сек, В.
- Ручной лентопротяг.
- Питание 2 x 1.5 Вольта (A76, SR44, LR44).
- Встроенный TTL экспонометр.
- Отображение выбранной выдержки в видоискателе.

## Совместимость
Как и любая другая камера Pentax оснащенная байонетом K, MG не может управлять диафрагмой объективов без кольца диафрагм. С объективами имеющими на кольце диафрагм положение «А» необходимо использовать положения с числовыми значениями.